# Avant-Porte du Croux
L'avant-porte du Croux est un édifice situé à Nevers, en France.

## Localisation
L'avant porte est située rue de la porte du Croux, à Nevers.

## Historique
L'avant porte est classée au titre des monuments historiques en 1916.

## Architecture
Elle est située en amont de la porte du Croux, à quelques dizaines de mètres.

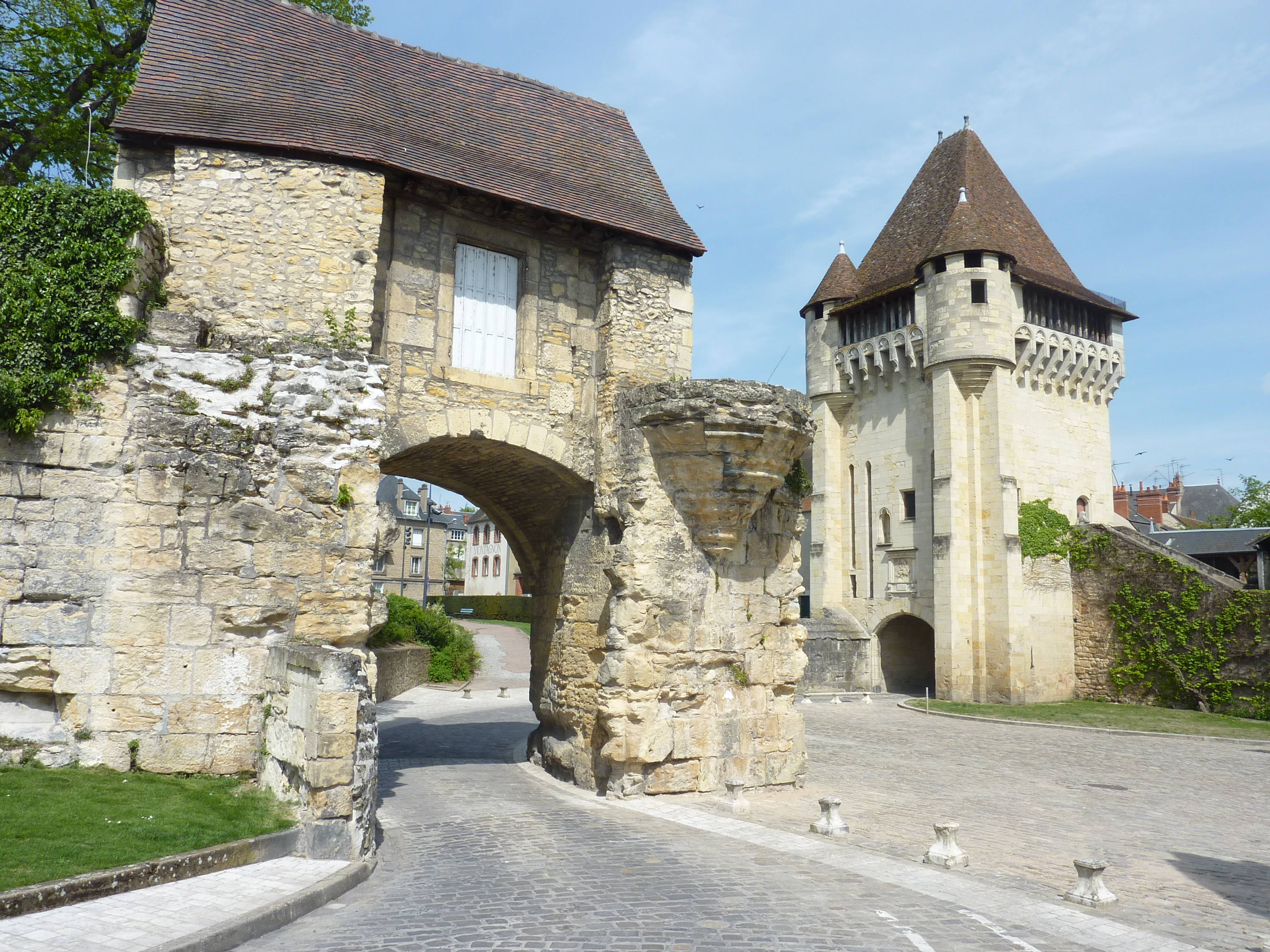